# Funny or Die Presents…
Funny or Die Presents... est une série télévisée humoristique américaine diffusée aux États-Unis sur la chaîne HBO du 19 février 2010 au 18 mars 2011. En France, le programme était diffusé sur Orange ciné novo depuis le 18 octobre 2010, chaîne de télévision aujourd'hui disparue.
La série à sketches est basée sur les sketches du site Funny or Die, créée en 2007 par Adam McKay et Will Ferrell. En 2010, la chaîne HBO entrait au capital du site Funny or Die, achetant une part et mettant en service 10 épisodes diffusés sur la chaîne.

## Synopsis
Funny or Die Presents... est une série de sketches de types et de durées variables. Elle est également à mi-chemin entre la série télévisée et le web.

## Distribution
Le casting des sketches comprend des acteurs connus, parmi lesquels :
- Malin Åkerman
- Creed Bratton
- Rachael Harris
- Ed Helms
- Rob Huebel
- Rob Riggle
- Paul Scheer
- Brett Gelman
- David Koechner
- Jerry Minor
- Will Ferrell
- Chris Parnell
- Thomas Lennon
- Ian Roberts
- Zach Galifianakis
- John C. Reilly
- Tim Heidecker
- Eric Wareheim
- Megan Fox
- David Spade
- Zooey Deschanel
- Rich Fulcher
- June Diane Raphael
- Kate Walsh
- Don Cheadle
- Tim Meadows
- Crispin Glover
- Kristen Wiig
- Selena Gomez